# 托特·克里斯蒂安
托特·克里斯蒂安（匈牙利語：Tóth Krisztián，1994年5月1日—），匈牙利柔道運動員，他代表匈牙利隊參加了日本舉行的2020年夏季奧林匹克運動會，並且在男子90公斤級比賽上獲得銅牌。